# HD 158105
HD 158105，又名CD-3611546，SAO 208860、HR 6501，是一颗恒星，视星等为6.02，位于銀經351.5，銀緯-1.25，其B1900.0坐标为赤經17h 22m 10s，赤緯-36° -1.25′ 41″。